# زواغة الجديدة
زواغة هي قرية تقع في تونس بولاية زغوان وتنتمي إداريا إلى معتمدية الناظور (الجبيبينة سابقا) من ولاية زغوان. وتعتبر منطقة عبور إلى القيروان والساحل.

تقع على الطريق الجهوية رقم 132 شرق مدينة الناظور في اتجاه النفيضة (على بعد 3 كلم تقريبا) وتبعد عن: 
- تونس العاصمة: 100 كلم.
- مدينة زغوان: 70 كلم.
- مدينة الفحص: 35 كلم.
- صواف: 15 كلم.
- النفيضة: 25 كلم.
- القيروان: 60 كلم.

## عدد السكان
500 نسمة (زد على ذلك مواطينينا في الخارج وعمالنا بتونس العاصمة).

## المرافق العمومية
- طريق رئيسي معبد.
- مدرسة ابتدائية.
- ملعب كرة قدم.
- نادي شباب.
- مسجد قديم شيد منذ الخمسينات.
- جامع جديد بصدد البناء.

## القرى المجاورة
نظرا لقربها وسهولة التنقل والدخول إلى زواغة الجديدة فإن القرى المجاورة تنتفع بالإنجازات المقامة في زواغة الجديدة.
| اسم القرية        | المسافة إلى زواغة | عدد السكان |
| ----------------- | ----------------- | ---------- |
| الدغافلة          | 4 كلم             | 800        |
| زقيدان            | 3 كلم             | 400        |
| الفراجنية         | 2 كلم             | 150        |
| الشباشبة          | 1 كلم             | 150        |
| دوار الحاج مبروك  | 2 كلم             | 100        |
| دوار الحاج بلقاسم | 2 كلم             | 100        |
| نفات              | 3 كلم             | 500        |
| الدزايرية         | 4 كلم             | 200        |
| أولاد عون         | 4 كلم             | 500        |

## تاريخ زواغة
إذا أردنا أن نبحث عن أصل كلمة زواغة نجد أنها تعني موضع جغرافي في أرض مرتفعة نسبيا ذات ميل أو انحدار.
إذ أنها توجد على ارتفاع 180 متر من سطح البحر تقريبا.
وأهل زواغة منتشرون في عدة مواقع من البلاد التونسية أو خارجها جرجيس، قفصة، باجة، سليانة.
وكذلك بالمغرب وليبيا
أما ما نعرفه عن آخر الأجداد فإنه يرجع إلى بداية القرن التاسع عشر ونذكر منهم:
- الإخوان: عبد الله وصالح
- عائلات المقدم والدويسات (جدهم محمد الزليتني) وهم «أولاد زاوية» عادة ما يتنقلون في اتجاه تونس لتعليم القرآن وقد إستفادوا من هذه الحركة فأصبح من السهل لهم الهجرة إلى تونس عند الضرورة مثل المجاعة التي أصابت الإيالة الطرابلسية في نهاية القرن الثامن عشر. ويبقى الاختلاف قائما في الروايات عن أصل أجدادنا إلى أن يتم إثباتها.

## رواية كبار البلدة
يقولون أن أجدادنا عند قدومهم من ليبيا إلى البلاد التونسية توقفوا في محطة أولى "جرجيس ثم تفرعو إلى عدة محطات سكنية قريبة من بعضها بالساحل وهي:
 
- المزاوغة: قرب بير صالح (جمال) بالنسبة لأهل عبد الله وصالح
- راس المرج: (بالغنادة والداموس) بالنسبة لعائلات المقدم والدويسات

فأستقروا هناك سنوات عديدة كسبوا فيها الزيتون والأشجار حتى منتصف القرن 19, إلا أن ظروفا قاهرة أجبرت فريقا منهم على الرحيل إذ يبدو أن جدنا علي بن عبد الله أمر أهله بمغادرة المكان تفاديا لتطور الخلاف مع سكان المنطقة.
فنزلوا إلى بلدة الجبيبينة (الناظور) (في المكان المعروف بالحمرة)
ولم يدم بقائهم هناك كثيرا بعد وقوع حادثة الحمالة التي أصيب فيها رجل كان يقوم بإعداد حمالة لجلب مياه المطر. ومهما كانت أسباب خروجهم من الحمرة فقد أصبحوا يفكرون جديا في أرض تمكنهم من إستقرار دائم ويجدون فيها راحتهم وإستقلالهم. وقد حالفهم الحظ بإيجاد المكان الجديد في ملك مشاع يبعد 3 كلم شرق بلدة الجبيبينة وهو ليس إلا هذه الأرض المنبسطة التي نسكنها حاليا وقد سموها زواغــــــــة

ثم التحق بهم أهالي الدويسات مع (جدهم عمر دويسة في أواخر القرن 19 قادمين من الداموس (جمال) وبعد ذلك تبعهم ما تبقى من المجموعات الأخرى التي كانت قد هاجرت إلى تونس عند الاحتلال الإيطالي لليبيا سنة 1911 
وهم:
- جماعة بالشاوش (جدهم سالم الزواغي)
- الدوادشية (جدهم سعيد ديدش) وشاء القدر إذن بعد التشتت والفراق والمعاناة الكبيرة من عدم الإستقرار أن تجتمع هذه العائلات في مكان واحد بزواغة الجديدة فتغير نمط العيش من حياة الترحال إلى نصف رحل مع تعاطي نشاط رعوي، ثم اعتنوا بعد ذلك بغراسة أشجار الزيتون وهي الجناين القديمة الباقية إلى الآن على مجاري المياه.

أما التزود بالماء فكان من بئر القلالي بنفات ومن زقيدان إلى أن تم إحداث البئر الوحيدة بالبلدة أثناء الحرب العالمية الثانية سنة 1943 وهي مستغلة الآن للري.
== مقاومة المستعمر الفرنسي == والجدير بالذكر أنه عند بداية الاحتلال الفرنسي لتونس سنة 1881 شارك أجدادنا في مقاومة المستعمر وهو في طريقه إلى المدينة الرمز القيروان بالتعاون مع قبائل رياح المتواجدون بمنطقة الجبيبينة.
 
المرجع: علي المحجوبي في كتابه انتصاب الحماية الفرنسية بتونس وحسب شهادات بعض الناس المعاصرين أن هناك من شارك في النضال الوطني وانخرط في الحزب الحر الدستوري الجديد 
 ومن مظاهر المقاومة نذكر:
- التفتيش ومطاردة الناشطين في الحزب مثل الهاشمي بالطالب محمد.
- القبض على رفاقه من بلدة الجبيبينة مثل الطاهر بالطالب عمارة والشيخ المبروك وجلول بن علي ثم الزج بهم في منفى بمنزل تميم.
- وهناك حوادث أخرى منفردة تبين عدم الرضوخ للظلم والاستبداد ومن ذلك إيقاف محمد المبروك الذي تصدى لأحد عناصر السلطة الإستعمارية بالنفيضة وتولى الدفاع عنه المحامي الحبيب بورقيبة.
- نفي الطالب العابد من أجل كتاباته التي أقلقت المستعمر.

## المدرسة الابتدائية بزواغة

### تاريخ التأسيس
- 10 أكتوبر 1978 بداية تأسيسها بانطلاق أول موسم دراسي في مقر نادي الشعبة (سنة أولى قسم وحيد).
- 1979 -1980 وضع أول حجر الأساس لبناء قاعتي تدريس وكان ذلك يوم 26 مارس 1980 بحضور السيد وإلى زغوان.
- 1980-1981 تسويغ محل بدار الهاشمي على حساب وزارة التربية نظرا لعدم إستيعاب نادي الشعبة كل التلاميذ في 3 أقسام.
- 17 سبتمبر 1982 تسليم القاعتين للتدريس.
- 1984-1986 بناء قاعتين جديدتين من طرف أهالي المنطقة.

### الوضعية الحالية
- 4 أقسام.
- قاعة إعلامية مجهزة بحواسيب.
- مجموعة صحية.
- مكان مخصص لإعداد اللمجة.
- 2 مساكن للكراء (تابعة لديوان السكن).

إضافة إلى ذلك تحتوي المدرسة على حديقة بها أشجار مختلفة (زيتون، ليمون...) وهي على غاية من النظافة والجمال.

### الإطار التربوى
- عدد المعلمين:9
- عدد التلاميذ: 158 (من التحضيرى إلى السادسة)
- عدد العملة:2